# Nuestra Señora del Buen Aire
Nuestra Señora del Buen Aire es una advocación de la Virgen María. También aparece como de Buenos Aires, del Buen Ayre y, en menor medida, de la Bonaria o del Bonaire (del italiano Madonna di Bonaria).
El origen de esta advocación está en Cerdeña en el siglo XIV, aunque en el siglo XVI existía en Sevilla la Cofradía de Nuestra Señora del Buen Aire, a la que pertenecían los marinos.
Su nombre dio origen al de la ciudad de Buenos Aires. Para su conmemoración, se ha establecido la fiesta de la Virgen del Buen Aire el 24 de abril.

## Atributos
Suele representarse a la Virgen con el Niño y con un barco. A veces también se ha representado a otras advocaciones con un barco, como en el caso de San Telmo, patrón de los marineros.  Comparte el atributo del cirio con la Virgen de la Candelaria.
Aunque esta advocación ha estado ligada a la gente de mar, la Virgen del Carmen está considerada como patrona de los marineros.

## Historia

### Santuario de Nuestra Señora de Bonaria

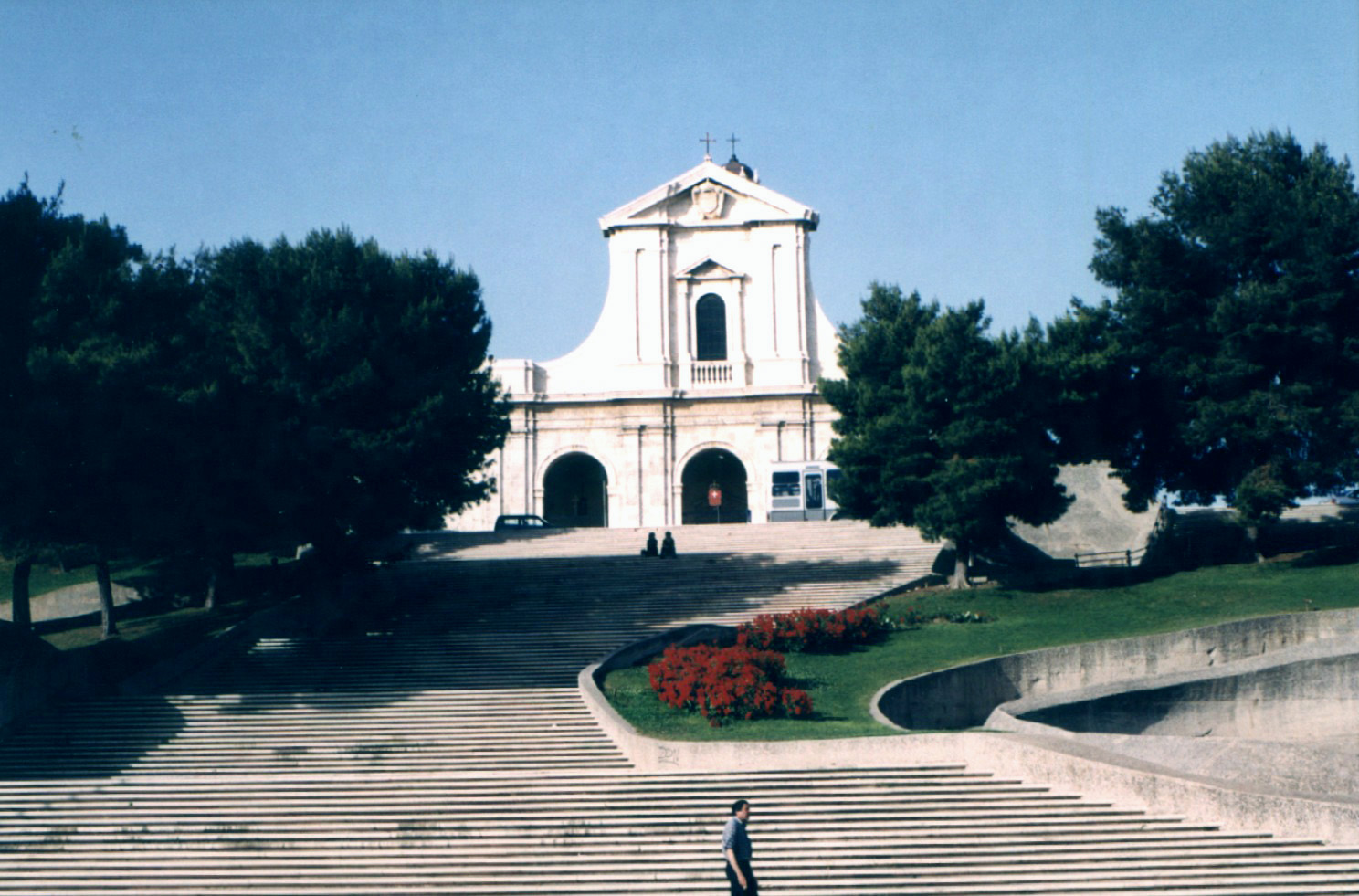
El santuario de Bonaria, en Cerdeña.

En 1218, el religioso catalán san Pedro Nolasco, nacido en Barcelona en 1189, fundó la Orden de Santa María de la Merced, para rescatar a cautivos de los sarracenos.
En el año 1324 el Corona de Aragón formalizó la conquista de la isla de Cerdeña, que estuviera antes controlada por la República de Pisa. El infante Alfonso, futuro Alfonso IV de Aragón, decidió edificar en la colina de Cagliari (en italiano colle di Cagliari) un convento dedicado a la Trinidad y a la Virgen María. En 1330 consta que en el convento había una capilla dedicada a "María de Bonayre". En 1335 Alfonso IV donó el convento a la Orden de la Merced. El teólogo Antíoco Brondo, que había estudiado en Valencia y en Pisa, vivió en este convento y publicó en esta ciudad Historia y milagros de Nuestra Señora del Buen Aire de la ciudad de Caller (1595).
Una leyenda dice que un fraile de la orden de los mercedarios llamado Calo Catalano predijo que la Virgen realizaría un milagro cuando él ya hubiera muerto. Según esta leyenda, el milagro consistió en que el 25 de marzo de 1370 una tormenta sorprendió cerca de las costas de Cerdeña al barco de Barcelona que llevaba entre su carga la imagen de la virgen de la Merced para el convento. Los marineros tiraron la carga y todas las cajas se hundieron, aunque una se mantuvo a flote y llegó hasta la costa de Cerdeña. Los mercedarios abrieron la caja y encontraron la escultura de la Virgen de la Merced, que llevaron a su iglesia y que fue venerada con la advocación de Virgen del Buen Aire.

### Fundación de Buenos Aires
El 3 de febrero de 1536 Pedro de Mendoza fundó un real (fortaleza) a la cual llamó Nuestra Señora de los Buenos Aires, en homenaje a esta advocación mariana. Después de la partida y muerte de Mendoza, sus habitantes la desmantelaron y se trasladaron a Asunción en 1541, con lo cual el lugar quedó despoblado. El 11 de junio de 1580, el adelantado Juan de Garay fundó en ese solar la ciudad de la Santísima Trinidad y el puerto de Santa María de los Buenos Aires; este último nombre fue el que prevaleció.

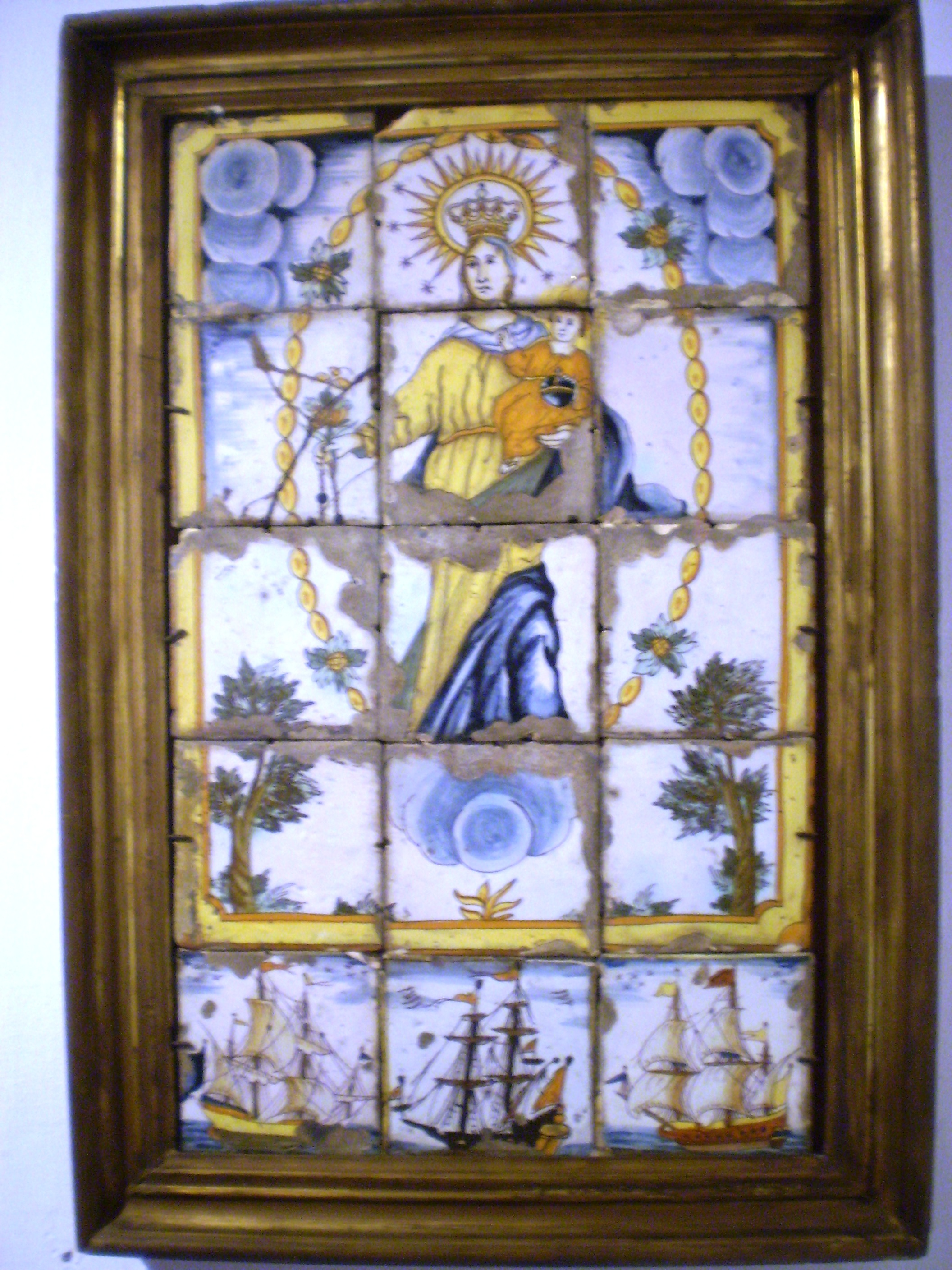
Imagen en el Museo Histórico del Norte, Salta.
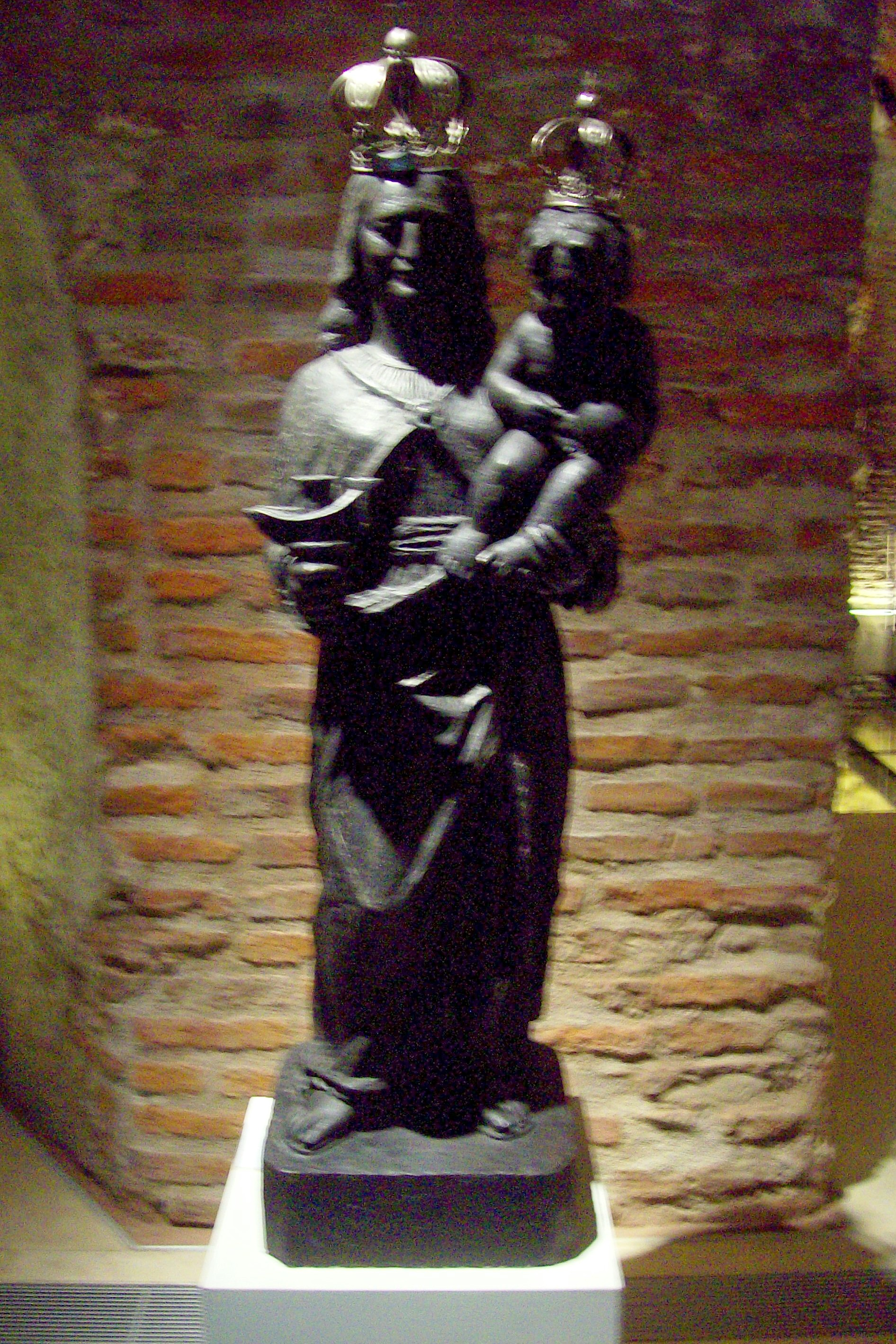
Escultura de la Virgen, que se encontraba en el Fuerte de Buenos Aires.
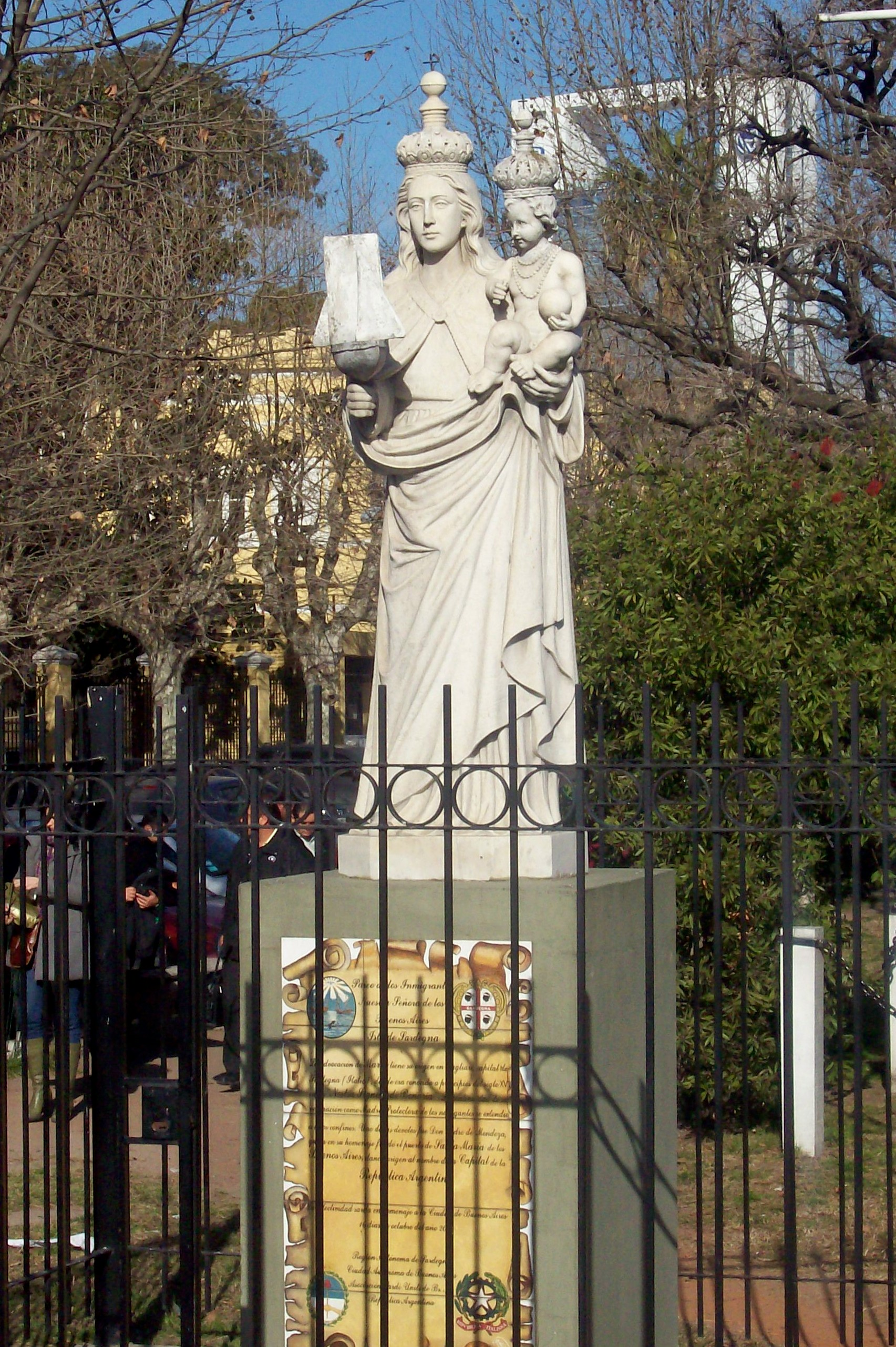
Imagen en plaza Cerdeña, frente a la Dirección Nacional de Migraciones.

## Patronazgo
Nuestra señora del Buen Aire es patrona de la provincia de Buenos Aires y Cerdeña como también patrona de los marineros y los navegantes.
También es la patrona del Seminario de Sevilla.